# Кобуусти
Кобуусти (азерб. Qobuüstü) — село в Агдашском районе Азербайджана.

## История
В 1926 году согласно административно-территориальному делению Азербайджанской ССР село относилось к дайре Гаджи-Алилы Геокчайского уезда.
После реформы административного деления и упразднения уездов в 1929 году был образован Юхары-Нейметабадский сельсовет в Агдашском районе Азербайджанской ССР.
Согласно административному делению 1977 года село Кобуусти входило в Юхары-Нейметабадский сельсовет Агдашского района Азербайджанской ССР.
В 1999 году в Азербайджане была проведена административная реформа и был учрежден Кобуустинский муниципалитет Агдашского района.

## География
Кобуусти расположен на берегу канала Султанбейарх.
Село находится в 19 км от райцентра Агдаш и в 253 км от Баку. Ближайшая железнодорожная станция — Ляки.
Село находится на высоте 25 метров над уровнем моря.

## Население
| Численность населения | Численность населения |
| 1985                  | 2009                  |
| --------------------- | --------------------- |
| 470                   | ↗916                  |

Население преимущественно занимается зерноводством.

## Климат
| Показатель                                             | Янв. | Фев. | Март | Апр. | Май  | Июнь | Июль | Авг. | Сен. | Окт. | Нояб. | Дек. | Год  |
| ------------------------------------------------------ | ---- | ---- | ---- | ---- | ---- | ---- | ---- | ---- | ---- | ---- | ----- | ---- | ---- |
| Средний суточный максимум, °C                          | 7,1  | 8,5  | 12,7 | 20,8 | 25,8 | 30   | 33,8 | 32,7 | 28,3 | 21,1 | 14,4  | 9,3  | 20,4 |
| Средняя температура, °C                                | 3,0  | 4,4  | 8,3  | 15   | 19,8 | 24,1 | 27,5 | 26,5 | 22,5 | 16   | 10,2  | 5,3  | 15,2 |
| Средний суточный минимум, °C                           | −1   | 0,3  | 3,9  | 9,2  | 13,9 | 18,3 | 21,3 | 20,3 | 16,7 | 11   | 6,1   | 1,3  | 10,1 |
| Норма осадков, мм                                      | 22   | 27   | 30   | 40   | 55   | 46   | 25   | 26   | 26   | 55   | 32    | 24   | 408  |
| Источник: http://en.climate-data.org/location/992259/6 |      |      |      |      |      |      |      |      |      |      |       |      |      |

Среднегодовая температура воздуха в селе составляет +15,2 °C. В селе семиаридный климат.

## Инфраструктура
В советское время близ села располагались молочно-товарная ферма, радиотелевизионная станция.
В селе расположена мечеть.